# Escola Nàutica de Vilassar
L'Escola Nàutica de Vilassar és un edifici del municipi de Vilassar de Mar (Maresme) inclosa en l'Inventari del Patrimoni Arquitectònic de Catalunya on consta amb el nom d'Estudi de Pilots.

## Descripció
Edifici civil de planta rectangular de grans dimensions. Consta de baixos, dos pisos i una coberta de dos vessants amb el carener perpendicular a la façana. Presenta cinc obertures a cada pis de la façana i quatre als cossos laterals.
L'arrebossat forma carreus. Destaquen els elements que li donen l'aspecte neoclàssic: quatre pilastres que recorren el primer i el segons pis de la façana, de fust llis i capitell jònic, i el frontó triangular que corona la façana i oculta la teulada que, en la part posterior i lateral queda tancada per una balustrada.

## Història
El Col·legi Nàutic - Mercantil dels Srs. Monjo (nom original de la institució) fou obra de l'esforç de Joan Monjo i Pons que s'establí com a professor a la població el 1876 després de ser-ho a l'Escola Nàutica d'Arenys de Mar que tancà. Monjo es traslladà a Vilassar de Mar amb tota la família i hi edificà l'escola pel potencial mariner que tenia llavors la població. Comprà una peça de terra en un espai, als afores de la població, on s'havien d'obrir quatre nous carrers.
A l'Arxiu Municipal es conserva el projecte original de l'edifici i està datat a Arenys de Mar el 26 de gener de 1876. Està signat pel mestre d'obres Vicenç Riera i Freginals.
El col·legi aconseguí un gran prestigi per la qualitat de l'ensenyament i per les instal·lacions que eren una novetat. L'edifici disposava d'hort i jardí, gimnàs i teatre, diversos menjadors per als diferents tipus d'alumnes (interns, mig interns ...), habitacions individuals per als interns, aules especials com la de maniobra naval, etc.
L'ensenyança també fou moderna; hi estaven prohibits els càstig corporals, s'estudiava teatre i declamació, a l'estiu es feien pràctiques de natació a mar, els alumnes grans feien de tutors dels alumnes petits ... Un tipus d'ensenyament que en aquella època només es trobava en centres europeus de prestigi.